# Josef Mangold

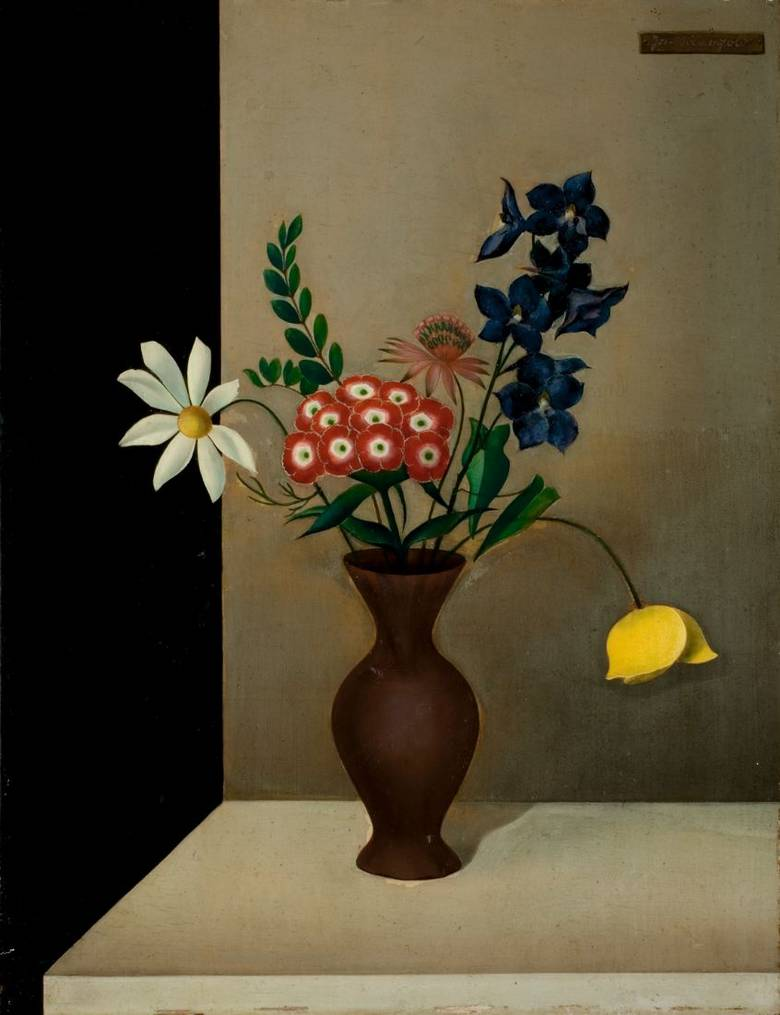
Blumenstillleben

Josef (auch: Joseph) Hubert Martin Mangold (* 11. November 1884 in Köln; † 28. März 1937 ebenda) war ein deutscher Maler der Neuen Sachlichkeit, in seiner Variante des Magischen Realismus.

## Leben
Mangold studierte an den Kunstgewerbeschulen in Köln und Berlin und war Mitglied der Rheinischen Sezession, die 1928 aus der Vereinigung von Künstlern des Jungen Rheinlands mit der Rheingruppe und weiteren modernen Künstlern entstand. 1938 wurde diese Künstlervereinigung von den Nationalsozialisten aufgelöst.
Mangold starb 1937 im Alter von 52 Jahren in einem Kölner Krankenhaus. Er lebte zuletzt in Köln-Arnoldshöhe (jetzt: Köln-Raderthal) und war verheiratet mit Ella geb. Nußbaum.

## Werke (Auswahl)
- mehrere Stillleben, z. B. Ausblick (Blumenstrauss in einer Glasvase auf einem Fensterbrett vor weiter hügeliger Landschaft), Kapuzinerkresse und weiße Nelken (in einer Glasvase auf einem Tisch mit weißem Tischtuch; Öl auf Holz)
- Muscheln am Strand (Aquarell)
- Dünenlandschaft (Gouache)
- Meerblick (Blick aus dem Fenster eines höheren Stockwerks auf den mediterranen? Platz eines Küstenortes, geöffnet auf das Meer im Hintergrund; Aquarell und Tusche)
- Sommerliche Harzlandschaft (Blick von einer Höhe auf Dörfer in einer Talkehle, am rechten Bildrand eine Tanne), Öl auf Leinwand
- Knospenzweig Kastanie (1934 als Zugang im Bestand des Kölner Wallraf-Richartz-Museums nachgewiesen; Nr. 2385)[2]
- Selbstbildnis (1929/30) (im Bestand des Wallraf-Richartz-Museums nachgewiesen. Es ist auf einem sogenannten „Museumsquartett“ abgebildet, das der Verein „Freunde des Wallraf-Richartz-Museums“ 1985 über die Bestände des Museums herausgab)[3]

## Ausstellungen
Werke von Mangold waren bereits zu seinen Lebzeiten und auch danach auf mehreren überregional renommierten Ausstellungen vertreten:
- „Die Rheingruppe“, Kunstverein Düsseldorf, 1933.[4]
- „Magischer Realismus in Deutschland 1920–1933“, Kunst- und Museumsverein Wuppertal, 1967.
- „Realismus in der Malerei der zwanziger Jahre“, Kunstverein in Hamburg, 1968.
- „Glanz und Elend. Neue Sachlichkeit in Deutschland“, Leopold Museum Wien, 2024.